# Carajá Seival
Carajá Seival é um distrito do município de Caçapava do Sul, no Rio Grande do Sul . O distrito possui  cerca de 500 habitantes e está situado na região sul do município .